# Jacek Salij
Jacek Salij, właśc. Eugeniusz Salij (ur. 19 sierpnia 1942 w Budach) – polski prezbiter rzymskokatolicki, dominikanin, profesor nauk teologicznych, pisarz, publicysta. Kawaler Orderu Orła Białego.

## Życiorys
Urodził się 19 sierpnia 1942 w Budach na Wołyniu jako drugie dziecko Józefa Salija i Agnieszki z domu Ostolskiej. Na chrzcie otrzymał imię Eugeniusz, obecne przyjął w zakonie. Ma ośmioro młodszego rodzeństwa: trzech braci oraz pięć sióstr (miał również starszą siostrę, jednak zmarła ona w dzieciństwie).
W latach 1960–1967 odbył studia teologiczne w Kolegium Filozoficzno-Teologicznym Ojców Dominikanów w Krakowie, które kontynuował w Akademii Teologii Katolickiej w Warszawie. W 1971 uzyskał doktorat, w 1979 habilitację, a w 1992 profesurę.
Śluby wieczyste złożył 29 listopada 1964, zaś święcenia kapłańskie otrzymał 25 grudnia 1966.
W 1970 został pracownikiem Akademii Teologii Katolickiej w Warszawie (od 1999 Uniwersytetu Kardynała Stefana Wyszyńskiego). W Katedrze Historii Dogmatów w latach 1970–1971 zajmował stanowisko asystenta, a w latach 1971–1979 adiunkta. Następnie w latach 1979–1989 był adiunktem, a w latach 1989–1990 docentem w Katedrze Teologii Dogmatycznej I. W 1990 został profesorem nadzwyczajnym. Objął funkcję kierownika Katedry Teologii Dogmatycznej I.
W latach 1971–1983 był duszpasterzem sekcji kultury Klubu Inteligencji Katolickiej w Warszawie. W 1973 został współpracownikiem miesięcznika „W Drodze” przygotowującym odpowiedzi duszpasterskie do rubryki „Szukającym drogi”. W 1979 był jednym z założycieli ruchu „Gaudium vitae”. W 1982 został duszpasterzem środowisk nauczycielskich związanych z „Solidarnością”. W 1983 miał być jednym z ekspertów na Synodzie Biskupów w Rzymie, jednakże z powodu odmowy wydania paszportu nie wziął w nim udziału. Został konsultorem Komisji Nauki Wiary Episkopatu Polski i członkiem Sekcji Dogmatycznej Teologów Polskich.
W 1975 jako sygnatariusz Listu 59 wyraził sprzeciw wobec planowanych zmian w Konstytucji PRL. W latach 70. i 80. publikował w niezależnych pismach, m.in. w „Zapisie” i „Aneksie”. 20 sierpnia 1980 roku podpisał apel 64 uczonych, pisarzy i publicystów do władz komunistycznych o podjęcie dialogu ze strajkującymi robotnikami. W latach 1982–1989 działał w podziemnej Radzie Edukacji Narodowej. W 1988 został członkiem Komitetu Obywatelskiego przy Przewodniczącym NSZZ „Solidarność”. W latach 1993–1996 był członkiem Rady Głównej Szkolnictwa Wyższego.
Od 1987 członek Redakcji Mszy Świętej Radiowej. Od 25 do 27 marca 2020 prowadził telewizyjne rekolekcje wielkopostne, które nadawane były w paśmie ogólnopolskim TVP3. Były to niespełna 20-minutowe rozważania poruszające podstawowe zagadnienia wiary. Odbywały się one w czasie obowiązywania w Polsce stanu epidemii, ogłoszonego w związku z rozprzestrzenianiem się koronawirusa. Biskupi diecezjalni w komunikatach kierowanych do wiernych zachęcali swoich diecezjan do udziału w tych rekolekcjach, gdyż zaniechane zostało w tym czasie tradycyjne głoszenie nauk wielkopostnych w kościołach.  
Wszedł w skład Rady Ochrony Pamięci Walk i Męczeństwa oraz PEN Clubu. W kadencji 2011–2015 był członkiem Prezydium Komitetu Nauk Teologicznych Polskiej Akademii Nauk.
Autor publikacji naukowych, książek popularyzatorskich i tłumaczeń.

## Odznaczenia, wyróżnienia
Postanowieniem prezydenta RP Lecha Kaczyńskiego z 3 maja 2007 został odznaczony Krzyżem Komandorskim z Gwiazdą Orderu Odrodzenia Polski, a 11 listopada 2017 otrzymał od Prezydenta RP Andrzeja Dudy Krzyż Wielki tego orderu. W 2018 został wyróżniony Medalem Stulecia Odzyskanej Niepodległości. W 2022 został odznaczony Orderem Orła Białego.
W 1998 otrzymał nagrodę Fundacji Polcul. W 2004 został laureatem Feniksa, nagrody przyznawanej przez Stowarzyszenie Wydawców Katolickich.
W 2019 roku otrzymał tytuł doktora honoris causa Papieskiego Wydziału Teologicznego w Warszawie.
W 2020 został uhonorowany Specjalną Nagrodą Totus Tuus za „całokształt dorobku naukowego, nieoceniony wkład w formowanie katolickich elit oraz pomoc osobom prześladowanym”.

## Publikacje książkowe
- Czy Pan Jezus lubił budyń? Bardzo mądre pytania do Jacka Salija OP, Katowice: Księgarnia Świętego Jacka, „Mały Gość Niedzielny”, 2003.
- Dar Kościoła, Poznań: Wydawnictwo Polskiej Prowincji Dominikanów W drodze, 2007.
- Dekalog, Poznań: Księgarnia Świętego Wojciecha, 1989, 1990, 1993, 1997.
- Dlaczego kocham Kościół?, Warszawa: Biblioteka „Więzi”, 2002.
- Dylematy naszych czasów, Poznań: „W Drodze”, 1994.
- Eseje tomistyczne, Poznań: „W Drodze”, 1998.
- Ewangelia Ojców Kościoła, Poznań: „W Drodze”, 2001.
- Ewangeliarz, Poznań: „W Drodze”; Pelplin: „Bernardinum”, 2000.
- Ewangeliarz dominikański, Poznań: Wydawnictwo Polskiej Prowincji Dominikanów W drodze, 2012.
- Główne kontrowersje teologiczne wokół komunii niemowląt, Warszawa: Akademia Teologii Katolickiej, 1982.
- Grzech, łaska, sakrament pojednania, Poznań: „W Drodze”, Kraków: „Kairos”, 2001.
- Gwiazdy, ludzie i zwierzęta: o godności człowieka i godności materii, Poznań: Wydawnictwo Polskiej Prowincji Dominikanów W drodze, 2009.
- Jestem alkoholikiem. Świadectwa A[nonimowych] A[lkoholików], Poznań: „W Drodze”, 1986.
- Jeśli chcesz osiągnąć życie wieczne... Kazania radiowe, Warszawa: Oficyna Wydawniczo-Poligraficzna „Adam”, 2010.
- Królestwo Boże w was jest. Wybór artykułów, Poznań: W drodze”, 1980.
- Legendy dominikańskie, Poznań: „W Drodze”, 1982, 1985, 2002.
- Małżeństwo, rozwód, związki niesakramentalne, Poznań: „W Drodze”; Kraków: „Kairos”, 2000.
- Matka Boża, aniołowie, święci, Poznań: „W Drodze”, 2004.
- Miłujcie nieprzyjacioły wasze: antologia, Kraków: Wydawnictwo Arcana, 2012.
- Nadzieja poddawana próbom, Poznań: „W Drodze” Wydawnictwo Polskiej Prowincji Dominikanów, 1998.
- Nasze czasy są O.K., Lublin: TN KUL, 1997.
- O Panu Jezusie to, co najważniejsze, Toruń: Wydawnictwo Ikona, 2014.
- O spowiedzi, Toruń: Wydawnictwo Ikona, 2014.
- Patriotyzm dzisiaj, Poznań: „W Drodze”, 2005.
- Po co Kościołowi papież?, Poznań: Wydawnictwo Polskiej Prowincji Dominikanów W drodze, 2011.
- Po co nam Kościół?, Poznań: „W Drodze”, Kraków: „Kairos”, 2001.
- Poszukiwania w wierze, Poznań: „W Drodze”, 1992, 1998.
- Praca nad wiarą, Poznań: „W Drodze”, 1999.
- Problem odmowy służby wojskowej na Soborze Watykańskim II, Warszawa: „Dezerter”, 1987.
- Przystanąć w drodze, Poznań: Wydawnictwo Polskiej Prowincji Dominikanów W Drodze, 2014.
- Pytania nieobojętne, Poznań: „W Drodze”, 1986, 1988, 1993, 1997.
- Religie, zbawienie, prawda wiary, Poznań: „W Drodze”, Kraków: „Kairos”, 2001.
- Rozmowy ze świętym Augustynem, Poznań: „W Drodze”, 1985, 1997.
- Rozpacz pokonana, Poznań: „W Drodze”, 1983, 1998.
- Seks, miłość, obyczaje, Poznań: „W Drodze”, Kraków: „Kairos”, 2000.
- Spotkania ze Zmartwychwstałym, Warszawa: Wydawnictwo Sióstr Loretanek, 2012.
- Szukającym drogi, Poznań: Księgarnia Świętego Wojciecha, 1982, 1984, 1988, 1993, 1998.
- Śmierć, zmartwychwstanie, życie wieczne, Poznań: „W Drodze”, Kraków: „Kairos”, 2001.
- Świadkowie Boga. O sensie i wartości męczeństwa, Kraków: „M”, cop. 2001.
- Świętowanie Pana Boga, Kraków: „Znak”, 2001.
- Tajemnica Emmanuela dzisiaj, Poznań: „W Drodze”, 1989.
- Tajemnice Biblii, Poznań: „W Drodze”, 2003.
- Trud wolności, Kraków: „M”, 2001.
- Uświęcanie czasu, Poznań: W drodze Wydawnictwo Polskiej Prowincji Dominikanów, cop. 2009.
- W ćwierćwiecze ustawy o przerwaniu ciąży, Warszawa: Kuria Metropolitalna Warszawska. Wydział Duszpasterstwa, 1980.
- Wiara na co dzień, Poznań: „W Drodze”, 1991.
- Wierność i obietnica. 65 rozmów, Kraków: Arcana, 2010.
- Wojna o pokój? O wojnie i pokoju widzianych oczami chrześcijanina, Kraków: „M”, 2003.
- Wróżby, czary, opętanie, Poznań: „W Drodze”, Kraków: „Kairos”, 2000.
- Wszechobecna miłość, Poznań: Wydawnictwo Polskiej Prowincji Dominikanów W drodze, 2011.
- Wybierajmy życie!, Poznań: „W Drodze”, 2002.
- Wykład listu do Rzymian = Super Epistolam S. Pauli Apostoli ad Romanos, Poznań: „W Drodze”, 1987.
- Zło, cierpienie, nadzieja, Poznań: „W Drodze”; Kraków: „Kairos”, 2001[19].